# Addicted to Pain
Singles de Alter Bridge
Ghost of Days Gone By
(2011) Cry of Achilles
(2014)
Addicted to Pain est le neuvième single du groupe Alter Bridge. C'est le premier single de l'album Fortress, sorti le 25 septembre 2013.

## Liste des chansons
| 1. | Addicted to Pain | 4:16 |

| 1. | Addicted to Pain | 4:19 |